# Grand Prix automobile de Monaco 1984
Résultats du Grand Prix de Monaco 1984, couru sur le circuit de Monaco le 3 juin 1984.

## Classement
| Pos. | No | Pilote             | Écurie            | Tours | Temps/Abandon                      | Grille | Points |
| ---- | -- | ------------------ | ----------------- | ----- | ---------------------------------- | ------ | ------ |
| 1    | 7  | Alain Prost        | McLaren-TAG       | 31    | 1 h 01 min 07 s 740 (100,766 km/h) | 1      | 4,5    |
| 2    | 19 | Ayrton Senna       | Toleman-Hart      | 31    | + 7 s 446                          | 13     | 3      |
| Dsq. | 4  | Stefan Bellof      | Tyrrell-Ford      | 31    | Disqualifié                        | 20     |        |
| 3    | 28 | René Arnoux        | Ferrari           | 31    | + 29 s 077                         | 3      | 2      |
| 4    | 6  | Keke Rosberg       | Williams-Honda    | 31    | + 35 s 246                         | 10     | 1,5    |
| 5    | 11 | Elio De Angelis    | Lotus-Renault     | 31    | + 44 s 439                         | 11     | 1      |
| 6    | 27 | Michele Alboreto   | Ferrari           | 30    | + 1 tour                           | 4      | 0,5    |
| 7    | 24 | Piercarlo Ghinzani | Osella-Alfa Romeo | 30    | + 1 tour                           | 19     |        |
| 8    | 5  | Jacques Laffite    | Williams-Honda    | 30    | + 1 tour                           | 16     |        |
| Abd. | 22 | Riccardo Patrese   | Alfa Romeo        | 24    | Direction                          | 14     |        |
| Abd. | 8  | Niki Lauda         | McLaren-TAG       | 23    | Sortie de piste                    | 8      |        |
| Abd. | 14 | Manfred Winkelhock | ATS-BMW           | 22    | Sortie de piste                    | 12     |        |
| Abd. | 12 | Nigel Mansell      | Lotus-Renault     | 15    | Sortie de piste                    | 2      |        |
| Abd. | 1  | Nelson Piquet      | Brabham-BMW       | 14    | Panne électrique                   | 9      |        |
| Abd. | 25 | François Hesnault  | Ligier-Renault    | 12    | Panne électrique                   | 17     |        |
| Abd. | 2  | Corrado Fabi       | Brabham-BMW       | 9     | Panne électrique                   | 15     |        |
| Abd. | 20 | Johnny Cecotto     | Toleman-Hart      | 1     | Sortie de piste                    | 18     |        |
| Abd. | 16 | Derek Warwick      | Renault           | 0     | Collision                          | 5      |        |
| Abd. | 15 | Patrick Tambay     | Renault           | 0     | Collision                          | 6      |        |
| Abd. | 26 | Andrea De Cesaris  | Ligier-Renault    | 0     | Suspension                         | 7      |        |
| Nq.  | 17 | Marc Surer         | Arrows-Ford       |       | Non qualifié                       |        |        |
| Nq.  | 3  | Martin Brundle     | Tyrrell-Ford      |       | Non qualifié                       |        |        |
| Nq.  | 23 | Eddie Cheever      | Alfa Romeo        |       | Non qualifié                       |        |        |
| Nq.  | 18 | Thierry Boutsen    | Arrows-BMW        |       | Non qualifié                       |        |        |
| Nq.  | 10 | Jonathan Palmer    | RAM-Hart          |       | Non qualifié                       |        |        |
| Nq.  | 21 | Mauro Baldi        | Spirit-Hart       |       | Non qualifié                       |        |        |
| Nq.  | 9  | Philippe Alliot    | RAM-Hart          |       | Non qualifié                       |        |        |

## Pole position et record du tour
- Pole position : Alain Prost en 1 min 22 s 661 (vitesse moyenne : 144,242 km/h).
- Meilleur tour en course : Ayrton Senna en 1 min 54 s 334 au 24e tour (vitesse moyenne : 104,284 km/h).

## Tours en tête
- Alain Prost : 26 (1-10 / 16-31)
- Nigel Mansell : 5 (11-15)

## À noter
- 12e victoire pour Alain Prost ;
- 35e victoire pour McLaren en tant que constructeur ;
- 5e victoire pour le moteur TAG Turbo ;
- 1er podium pour Ayrton Senna ;
- La course est arrêtée par le directeur de course Jacky Ickx à l'issue du trente-deuxième des soixante-dix-sept tours prévus à cause de la pluie. Le drapeau rouge est agité par les commissaires de pistes au virage de La Rascasse et le drapeau noir, qui n'a pourtant pas son utilité à ce moment, au virage Antony Noghès. La règlementation stipule que lorsque le drapeau rouge est brandi, les pilotes doivent rejoindre la grille à « vitesse raisonnable ». Alain Prost, alors en tête de la course, se conforme au règlement et stoppe sa monoplace juste devant la ligne de départ, au niveau des commissaires brandissant le drapeau rouge et le drapeau à damier signifiant que la course est arrivée à son terme et qu'il n'y aura pas de seconde manche. Ayrton Senna, qui effectuait une spectaculaire remontée et avait repris près de 25 secondes au Français en une douzaine de tours[1], refuse pour sa part d'obtempérer aux ordres des commissaires de course et ne stoppe pas sa monoplace devant les drapeaux : ce faisant, il franchit le premier la ligne d'arrivée, mais en contrevenant à la réglementation puisque la course était d'ores et déjà interrompue. Il échappe finalement à la disqualification et est classé deuxième de la course ;
- Moins de 75 % de la distance ayant été parcourue, seule la moitié des points a été attribuée ;
- Initialement classé troisième, Stefan Bellof sera disqualifié quelques semaines plus tard à la suite de l'annulation de tous les résultats de l'écurie Tyrrell en 1984 pour cause de tricherie ;
- Après les réclamations du collège des commissaires et de la fédération brésilienne de sport automobile auprès de la FISA, celle-ci suspend la licence de directeur de course de Jacky Ickx et lui inflige une amende de 6000 dollars. Ces sanctions sont prises à la suite du non-respect des articles 141 et 142 du code sportif, de l'article 1 des prescriptions générales du championnat du monde de Formule 1 et de l'article 19 de la réglementation de la Formule 1[2].